# Маркетинг мест
Маркетинг мест (также используются термин территориальный маркетинг, маркетинг территории,  иногда подменяется понятиями брендинг мест, брендинг территории) — относительно новый термин, включающий в себя понятия национального брендинга, регионального маркетинга и городского маркетинга. 
Понятие брендинг мест (place branding) впервые использовал Саймон Анхольт в 2002 году. Ранее тематику маркетинга мест разрабатывали, среди прочих, Филип Котлер, Сеппо Райнисто (Seppo Rainisto) и другие. 
Понятие маркетинга мест может относиться к городу, региону, стране или туристическому направлению и их конкуренции за туристов,  инвесторов, жителей и т.п. Маркетинг мест основывается на стратегическом подходе к связям с общественностью, предполагающем, что изменение имиджа - непрерывный, целостный, системный, согласованный и широкомасштабный процесс, требующий гораздо большего, чем быстрая смена или внедрение логотипа или слогана.
Маркетинг территории в значительной мере направлен на формирование имиджа территории, ассоциаций, связанных с определенным местом и выступающих как притягательная сила для потенциальных потребителей. Маркетинговый подход к территории означает создание таких условий, которые повышали бы привлекательность территории как объекта инвестирования и как среды жизнедеятельности.
Подобный подход сочетается с формированием стратегии развития города и стратегическим планированием. В реальности стратегическое планирование и маркетинговый подход- это два взаимодополняющих друг друга инструмента, позволяющих городам выжить и процветать в изменяющихся условиях. Нестабильность экономических условий , отраслевая реструктуризация заставляют искать новые способы привлечения капитала на свои территории.